# Delicias
Delicias là một đô thị thuộc bang Chihuahua, México. Năm 2005, dân số của đô thị này là 127211 người.